# Malia Baker
Malia Baker, född 18 december 2006 i Botswana, är en kanadensisk skådespelare.
Baker har bland annat medverkat i filmen Descendants: The Rise of Red. Hon har även medverkat i TV-serien Barnvaktsklubben.

## Filmografi (i urval)
- 2020–2021 – Barnvaktsklubben (TV-serie)
- 2024 – Descendants: The Rise of Red